# Вальцовка

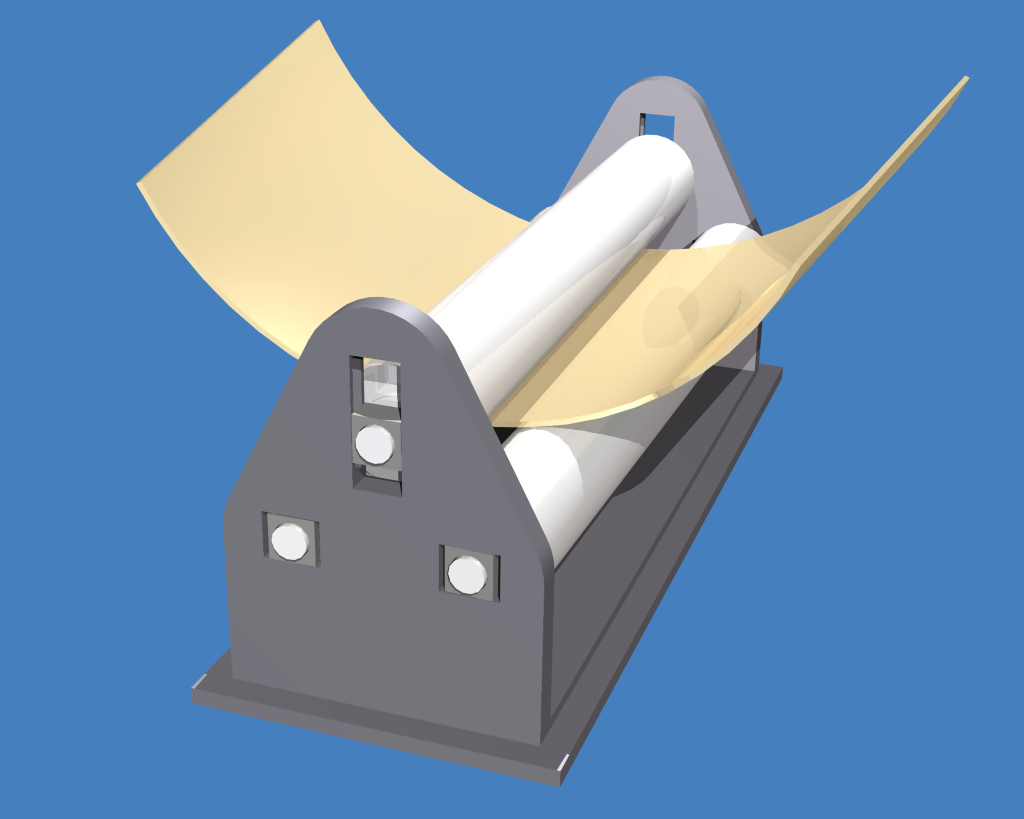
Процесс вальцевания

Вальцо́вка (вальцева́ние) — технологическая операция деформирования листового материала (например, жести) вдоль некоторого направления или радиального деформирования трубы. Часто, особенно в промышленных масштабах, вальцовка листов осуществляется в ковочных вальцах, а труб — с помощью специального инструмента — вальцовки, откуда и произошло название данной операции. Обработке подвергаются любые пластичные металлы, резиновые смеси, пластмассы. С помощью вальцевания получают готовые детали, точные заготовки для штамповки и так далее.

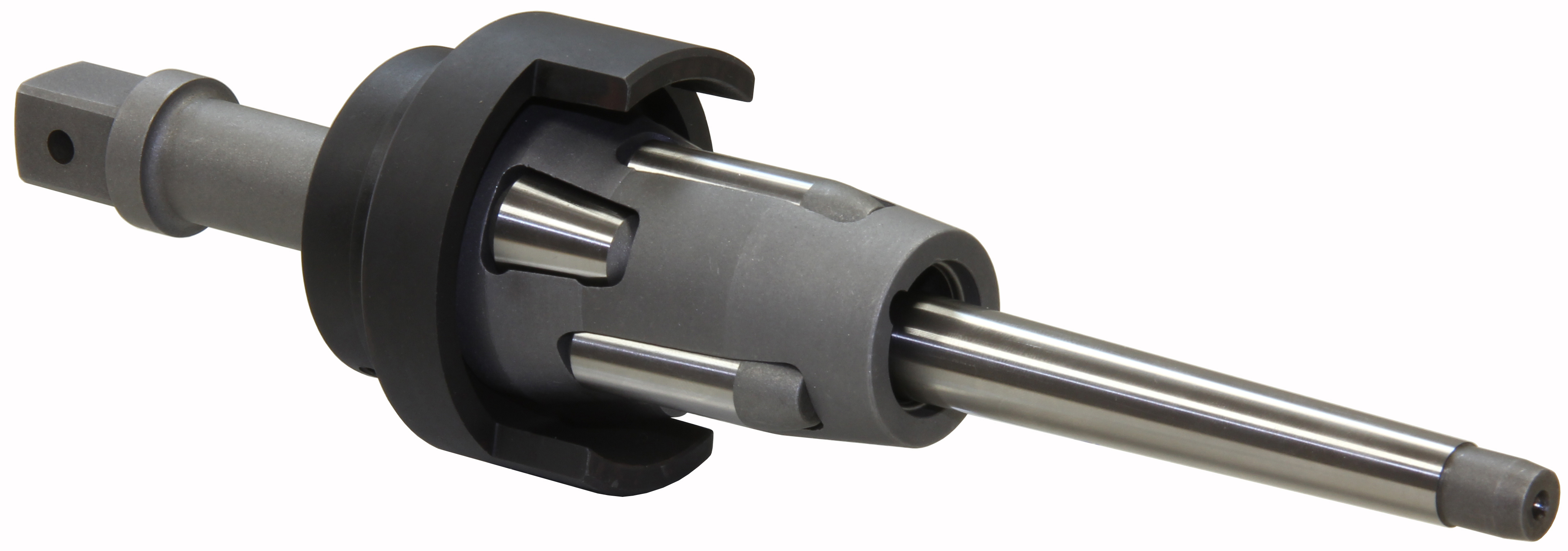
Крепёжно-отбуртовочная вальцовка с фиксированной глубиной вальцевания и невыпадающими роликами

Вальцовка — инструмент, предназначенный для радиального деформирования трубы в отверстии трубной решётки (коллектора) теплообменного аппарата с целью создания прочно-герметичного соединения. Технологический процесс закрепления труб с использованием вальцовок называется развальцовка. Первую вальцовку изобрёл и внедрил в серию Густав Виедеке (Gustav Wiedeke) в 1892 году в США, сооснователь группы компаний Эллиотт Тул Технолоджи (Elliott Tool Technologies Ltd.)

## Типы вальцовок

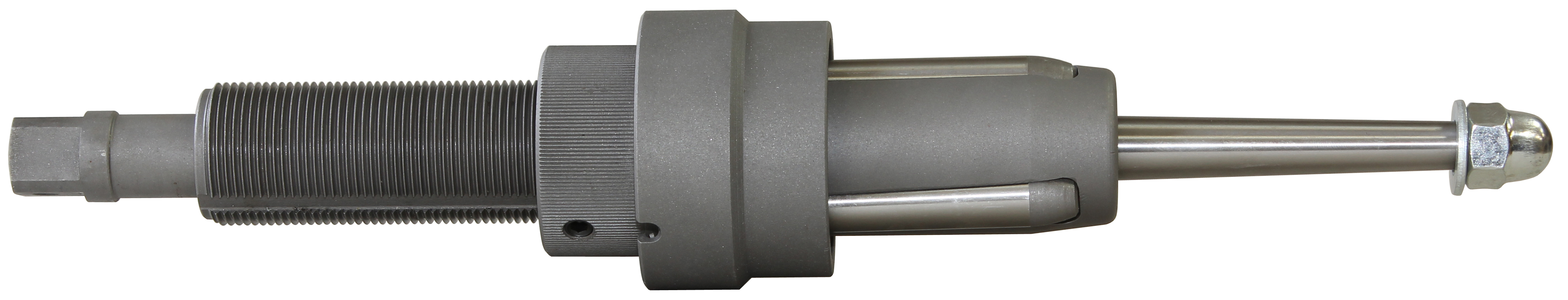
Тип Р

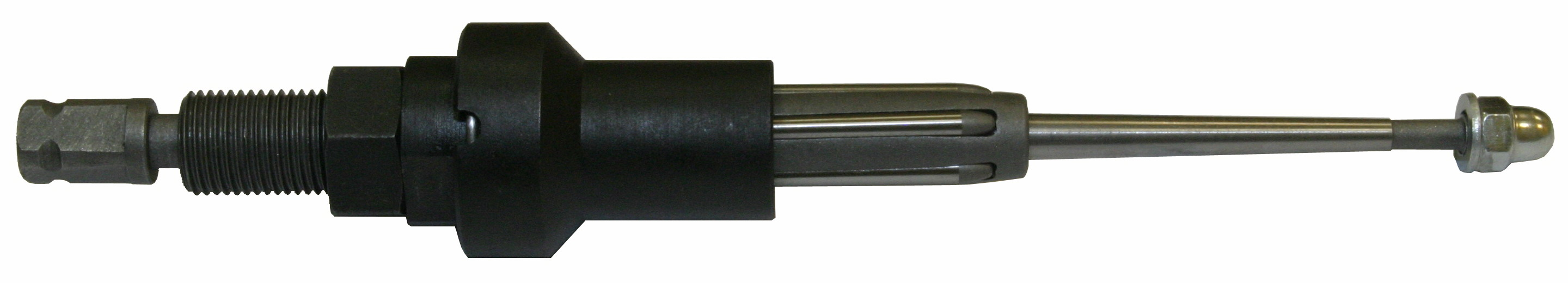
Тип 5Р

в зависимости от особенностей конструкции теплообменных аппаратов и типоразмеров труб используются различные типы вальцовок:
- для труб малого диаметра (диаметр отверстия в трубе менее 12 мм) используются вальцовки серии «Т», «СТ» и «РТ»
- для труб с внутренним диаметром от 12 до 40 мм используются вальцовки серии «Р» и «СР» (в зависимости от глубины вальцевания)
- для развальцовки котельных труб используются вальцовки серии «К» (крепёжные) и серии «КО» (крепежно-отбортовочные)
- при закреплении особо тонкостенных труб (например, 28 × 0,5 мм) используются пятироликовые вальцовки серии «5Р».

## Типы приводов
В качестве привода вальцовок используются реверсивные вальцовочные машины (пневматические и электрические) с автоматическим контролем крутящего момента.

## Технические требования к развальцовке
Контроль процесса развальцовки осуществляется по формуле:
D' = Dо + Δ + K×S, где:
D' — расчётный внутренний диаметр трубы после развальцовки;
Dо — внутренний диаметр трубы до развальцовки;
Δ — диаметральный зазор между отверстием в трубной решётке и трубой;
S — толщина стенки трубы;
К — коэффициент, учитывающий тип теплообменного аппарата, варьируется в пределах от 0,1 до 0,2.
Основными техническими характеристиками вальцовки являются:
1. Диапазон развальцовки, то есть диапазон от минимального внутреннего диаметра трубы, в который вальцовка может быть вставлена, до максимального внутреннего диаметра трубы, на который она может быть радиально деформирована.
2. Глубина развальцовки, то есть длина линейного участка трубы, на которую данной вальцовкой можно радиально деформировать трубу. При этом бывают вальцовки как с фиксированной длиной развальцовки, так и с регулируемой.

Важнейшим параметром качества развальцовки является её стойкость. Стойкость вальцовки определяется количеством концов труб конкретного типоразмера из конкретного материала, которые могут быть закреплены одной вальцовкой до замены веретён и роликов.